# 砂之塔〜知道太多事情的鄰居
《砂之塔〜知道太多事情的鄰居》，為DREAMAX TELEVISION與TBS製作的日本連續劇，2016年10月起於TBS電視台聯播網的「TBS週五連續劇」時段播出，播出時間為晚間10:00－10:54分。由菅野美穗主演。

## 企畫製作
本劇為編劇池田奈津子創作的原創戲劇，以描繪居住在超高層公寓的女子內心「虛榮心」及「嫉妬」的黑暗面為故事主軸。

## 劇情概要
超高級住宅大樓裡，搬來一位愛花的太太佐佐木弓子。家中打掃得一塵不染，到處佈置著花藝。她更會做點心，剛搬來就贏得鄰居好感，大人小孩都喜歡她！沒有小孩的她，卻開始監視左鄰右舍的一舉一動…
平凡的家庭主婦高野亞紀（菅野美穗飾演），全家搬到嚮往的高級公寓。看似光鮮亮麗的外表，卻充滿了貴婦媽媽們的歧視、虛榮與嫉妒。正當亞紀疲於應付之際，巧遇青梅竹馬生方航平（岩田剛典飾演），命運的重逢，成為支持她唯一的力量。而亞紀家的樓上，則搬進優雅的貴婦佐佐木弓子（松嶋菜菜子飾演），兩人很快成為好友。就在此時，發生了幼兒連續失蹤案件「漢姆林事件」（名字源自《花衣魔笛手》）。彷彿是對警方挑釁似的，誘拐兒童的案發現場，嫌犯都會留下一朵花…。舉世譁然！誘拐小孩的犯人，究竟是誰？

## 登場人物

### 主要人物
- 高野亞紀（38）：菅野美穗（香港配音：劉惠雲）

本劇主角。舊姓三田。專職家庭主婦，育有一子一女。「Sky Grand Tower TOYOSU」25樓的住戶。
- 生方航平（28）：岩田剛典（EXILE／三代目J Soul Brothers）（香港配音：張裕東）

體操教室的教練。亞紀兒時的好友。
- 佐佐木弓子（42）：松嶋菜菜子[4]（香港配音：黃玉娟）

「Sky Grand Tower TOYOSU」26樓的住戶。在家中開設花藝教室。

### 高野家
- 高野健一（42）：田中直樹（搞笑團體「鐵公雞二人組（日语：ココリコ）」）（香港配音：陳欣）

亞紀的丈夫。上班族，任職間食品公司的餐飲事業部。以35年的貸款買下位於25樓的自宅。
- 高野和樹（15）：佐野勇斗（M!LK）（香港配音：鍾見麟）

長男，高中一年級生。在亞紀眼中是個相當疼愛妹妹的體貼哥哥。
- 高野空（5）： 稻垣來泉（日语：稲垣来泉）（香港配音：何璐怡）

長女，健一與亞紀所生的女兒。幼兒園生。

### 公寓大廈「Sky Grand Tower TOYOSU」的住戶
- 阿相寛子（46）：橫山惠（香港配音：朱妙蘭→陸惠玲）

最高樓層的50樓住戶。所有媽媽住戶眼中的精神領袖。
- 阿相俊介：小山春朋（香港配音：蔡惠萍）

寬子的兒子。
- 阿相武文（54）：津田寛治（日语：津田寛治）（香港配音：招世亮）

寛子的丈夫。通風口設計裝設公司的社長。
- 橋口梨乃（45）：堀內敬子（香港配音：林元春）

45樓的住戶。自稱哈佛大學畢業的高知識貴婦，實際上只參加過哈佛大學的校園體驗活動（Open campus）。育有二女。寬子「高階層貴婦團」的成員。
- 橋口成美（15）：川津明日香（香港配音：成瑤孆）

梨乃的長女。與和樹一樣是高中一年級生。
- 橋口美央：飯尾夢奏（香港配音：何寶珊）

梨乃的次女。
- 柳汐里（36）：音月桂（香港配音：梁少霞）

38樓的住戶。寬子「高階層貴婦團」的成員。
- 柳玲奈：矢崎由紗

汐里的女兒。
- 三浦篤子（32）：佐藤乃莉（香港配音：曾佩儀）

32樓的住戶。
- 三浦亮：嶺岸煌櫻

篤子的兒子。
- 尾野綾香（27）：和蘭千秋（日语：ホラン千秋）（香港配音：魏惠娥）

2樓的住戶，因為「丈夫有高樓恐懼症」因而購買低樓層的住宅。寬子眼中的低階層家庭。曾獲得選美冠軍。
- 尾野悠太：伊藤駿太（香港配音：李潤知）

綾香的兒子。

### 警視廳相關人物
- 荒又秀實（54）：光石研（香港配音：朱子聰）

搜査一課的刑警。負責調查連續兒童綁架案件。
- 津久井琢己（29）：上杉柊平（日语：上杉柊平）（香港配音：陳成港）

搜査一課的新人刑警。負責調查連續兒童綁架案件。

### 其他人物
- 豬瀨伸二（53）：木村祐一（日语：木村祐一）（香港配音：陳卓智）

健一的上司。
- 三田久美子（70）：烏丸節子（香港配音：袁淑珍）

亞紀的母親。在亞紀就讀大學時期不告而別。

### 各集客串人物

#### 第1集
- 快遞人員（經常出入Sky Grand Tower TOYOSU的快遞人員。外號是「上膊先生」。實際上是綾香的外遇對象）：岡村優（香港配音：劉奕希）

#### 第2集
- 柏木泰造（「早晨來臨」節目中負責解說漢姆林事件的犯罪心理學者）：並樹史朗（香港配音：張錦江）
- 藤森祥平（「早晨來臨」主播）：本人飾演
- 石井大裕（「早晨來臨」主播）：本人飾演
- 宇垣美里（「早晨來臨」主播）：本人飾演
- 惠俊彰（「你最關心的事」主持人）：本人飾演
- 小森谷徹（「你最關心的事」主播）：本人飾演
- 八代英輝（「你最關心的事」主播）：本人飾演
- 江藤愛（「你最關心的事」節目助理）：本人飾演
- 加藤席薇亞（「N Star」解說員）：本人飾演

#### 第7－8集
- 今井仁惠（行蹤不明的今井玲雄之母）：酒井美紀（香港配音：鄭麗麗）

#### 第9集
- 小峰（醫師）：木下政治

#### 完結篇
- 宮瀨禮子（生方的母親）：長野里美

## 製作團隊
- 劇本：池田奈津子
- 導演：塚原亞由子、平野俊一（日语：平野俊一）、棚澤孝義
- 插花技藝顧問：CHERSEA FLOWERS
- 體操動作指導：起跑線體操指導教室
- 保全顧問：橫小路祥仁
- 劇本協助：井本智惠子
- 配樂：橫山克
- 製作人：淺野敦也
- 編審：高橋正尚
- 主題歌：THE YELLOW MONKEY（砂之塔）
- 製作：DREAMAX TELEVISION（日语：ドリマックス・テレビジョン）、TBS

## 播出日程
| 集數                                                     | 播出日期 | 日文標題 | 中文標題                                                        | 導演                | 收視率 |
| -------------------------------------------------------- | -------- | -------- | --------------------------------------------------------------- | ------------------- | ------ |
| 第1集                                                    | 10月14日 |          | 襲擊高級公寓大樓媽媽們的幼兒失蹤事件…美麗且邪惡的鄰居           | 塚原亞由子          | 9.8%   |
| 第2集                                                    | 10月21日 |          | 家人遭受到攻擊！監視他人的女子…母親能否保護自己的女兒呢？       | 塚原亞由子          | 9.6%   |
| 第3集                                                    | 10月28日 |          | 犯人終於出現…萬聖節難以辨別身分的假面男子                       | 塚原亞由子          | 8.6%   |
| 第4集                                                    | 11月4日  |          | 母親開始反擊！極限心理戰…非救出我最愛的女兒不可！               | 平野俊一            | 9.5%   |
| 第5集                                                    | 11月11日 |          | 鄰居是殺人犯！正大光明的與母親直接對決！                        | 棚澤孝義            | 10.1%  |
| 第6集                                                    | 11月18日 |          | 鄰居是丈夫的前女友！破壞夫妻間的信賴關係的完美計畫              | 塚原亞由子          | 10.1%  |
| 第7集                                                    | 11月25日 |          | 鄰居的真面目！真正的目的與壯烈的過去…所有的謎團即將明朗化！     | 平野俊一            | 9.9%   |
| 第8集                                                    | 12月3日  |          | 最後的對決！打破親人之間的藩籬－親生母親的所有一切…你想知道嗎？ | 塚原亞由子 棚澤孝義 | 9.8%   |
| 第9集                                                    | 12月9日  |          | 犯人終於現身！連續誘拐的真相…接著是鄰居所犯的全部罪狀           | 平野俊一            | 11.3%  |
| 完結篇                                                   | 12月16日 |          | 原來犯人就是你啊…迷樣的誘拐事件，前所未有充滿驚奇的完結篇！     | 塚原亞由子          | 13.2%  |
| 平均收視率 10.2%（收視率由Video Research於關東地區統計） |          |          |                                                                 |                     |        |

## 外部連結
- （日語）週五連續劇《砂之塔〜知道太多事情的鄰居》－TBS官方網站 （页面存档备份，存于）

| 日本 TBS電視台 週五連續劇                   | 日本 TBS電視台 週五連續劇             | 日本 TBS電視台 週五連續劇 |
| ------------------------------------------- | ------------------------------------- | ------------------------- |
|                                             | （2016.10.14－2016.12.16）            |                           |
| 擁有神之舌的男人 （2016.07.08－2016.09.09） | 下剋上考試 （2017.01.13－2017.03.17） |                           |

| 香港 無綫網絡電視日劇台 星期四 13:30 - 14:30、16:30 - 17:30、19:30 - 20:30及22:30 - 23:30 | 香港 無綫網絡電視日劇台 星期四 13:30 - 14:30、16:30 - 17:30、19:30 - 20:30及22:30 - 23:30 | 香港 無綫網絡電視日劇台 星期四 13:30 - 14:30、16:30 - 17:30、19:30 - 20:30及22:30 - 23:30 |
| ----------------------------------------------------------------------------------------- | ----------------------------------------------------------------------------------------- | ----------------------------------------------------------------------------------------- |
|                                                                                           | （2016.12.15－2017.02.16）                                                                |                                                                                           |
| 死幣 （2016.11.10－2016.12.08）                                                           | 美女與男子 （2017.02.23－2017.07.06）                                                     |                                                                                           |

| 台灣 緯來日本台 週一至週五 22:00 - 00:00        | 台灣 緯來日本台 週一至週五 22:00 - 00:00      | 台灣 緯來日本台 週一至週五 22:00 - 00:00 |
| ----------------------------------------------- | --------------------------------------------- | ---------------------------------------- |
|                                                 | 砂之塔 （2017年3月27日－4月11日）             |                                          |
| 森田藥粧劇場－真田丸 （2017年2月16日－3月24日） | 為愛人生～A LIFE～ （2017年4月12日－4月25日） |                                          |